# Pilaria stanwoodae
Pilaria stanwoodae là một loài ruồi trong họ Limoniidae. Chúng phân bố ở miền Tân bắc.